# Alejandro Arellano Cedillo

Wappen von Alejandro Arellano Cedillo

Alejandro Arellano Cedillo CORC (* 8. Juni 1962 in Olías del Rey) ist ein spanischer römisch-katholischer Erzbischof, Kirchenrechtler und Dekan der Römischen Rota.

## Leben
Alejandro Arellano Cedillo empfing am 25. Oktober 1987 das Sakrament der Priesterweihe für das Erzbistum Toledo. An der Päpstlichen Universität Gregoriana in Rom erwarb er das Lizenziat und das Doktorat im Fach Kanonisches Recht. Anschließend wirkte Arellano Cedillo als Vizeoffizial am Kirchengericht des Erzbistums Madrid und als Richter an der Rota der Apostolischen Nuntiatur in Spanien. Am 25. April 2007 berief ihn Papst Benedikt XVI. zum Auditor-Prälaten an der Römischen Rota.
Papst Franziskus ernannte ihn am 30. März 2021 zum Dekan der Römischen Rota. Am 10. April desselben Jahres ernannte ihn Papst Franziskus zudem zum Konsultor der Kongregation für die Institute geweihten Lebens und für die Gesellschaften apostolischen Lebens. Am 8. Mai 2021 ernannte ihn Papst Franziskus zusätzlich zum Präsidenten des Appellationsgerichts des Vatikanstaates.
Am 2. Februar 2023 wurde er von Papst Franziskus zum Titularerzbischof von Bisuldino ernannt. Kardinalstaatssekretär Pietro Parolin spendete ihm am 25. März desselben Jahres in der Kathedrale von Toledo die Bischofsweihe. Mitkonsekratoren waren der Erzbischof von Toledo, Francisco Cerro Chaves, und der Generalsekretär der Bischofssynode, Mario Kardinal Grech.
Im Oktober 2024 bestellte ihn Papst Franziskus zusätzlich zum bevollmächtigten Päpstlichen Sonderkommissar und Delegaten des Heiligen Stuhls für die Basilika von Torreciudad und die dazugehörigen Anlagen.
Am 16. Januar 2025 ernannte ihn der Papst zum Mitglied des Dikasteriums für die Selig- und Heiligsprechungsprozesse.